# Frank Clifford
Frank Clifford, gebürtig Hans Heinrich Tillgner (* 13. Juli 1898 in Puppen, Ostpreußen; † 25. April 1976 in Mindelheim), war ein deutscher Tonfilmpionier (Regie) und Filmproduktionsleiter beim reichsdeutschen, französischen und bundesdeutschen Film sowie kurzzeitig ein Drehbuchautor bei der DEFA.

## Leben
Tillgner hatte zunächst als Offizier gedient und wurde 1919 im Grenzschutz eingesetzt. Später begann er ein Studium der Literatur- und Kunstgeschichte. Im Anschluss daran gründete er 1921 den Hans Heinrich Tillgner Verlag in Berlin, der u. a. 1923 Alfred Döblins Blaubart und Miß Ilsebill mit Steinzeichnungen von Carl Rabus publizierte. Ein Exemplar des Buchs wurde 1937 im Rahmen der deutschlandweiten konzertierten Aktion „Entartete Kunst“ aus der Städtischen Kunstsammlung Chemnitz beschlagnahmt und vernichtet.
1926 stieß Tillgner zum Film. Er leitete anfänglich ein Filmtheater und arbeitete als Prokurist für Produktionsfirmen, ehe er zur Produktionsleitung wechselte. In dieser Funktion war er für Gesellschaften in Berlin, Wien und Paris tätig. Während eines USA-Aufenthaltes legte er sich den für amerikanische Zungen leichter aussprechbaren Namen „Frank Clifford“ zu.
Clifford gehörte zu den Pionieren des deutschen Tonfilms: Am 17. Januar 1929 wurde sein für die Tobis unter der Leitung des Produzenten Dr. Guido Bagier inszenierter Kurztonfilm Das letzte Lied uraufgeführt. Cliffords wichtigste Schaffensperiode folgte wenig später, als der Deutsche 1929 von der Tobis nach Paris geschickt wurde, um für deren Filiale (Societé des films sonores Tobis) mehrere ambitionierte Filme herzustellen, darunter einige frühe Meisterwerke des Regisseurs René Clair (Unter den Dächern von Paris, Die Million, Es lebe die Freiheit).
Zurück in Deutschland, setzte Clifford 1932 seine Arbeit als Produktionsleiter fort. Von 1933 bis 1934 war er Geschäftsführer bei der Tobis-Melofilm GmbH, bis er zur Lloyd Film GmbH (1934–1937) wechselte, die als Nachfolgefirma der Interim Filmverleih GmbH gegründet wurde. Nach dem Zweiten Weltkrieg beteiligte er sich zunächst an mehreren Drehbüchern für die DEFA, kehrte aber 1948 zur Produktionsleitung zurück, zum Teil für die Berliner Cordial-Film GmbH, deren Mitinhaber er zeitweilig war.
1965 verließ Clifford Berlin und wählte Bad Wörishofen als seinen Altersruhesitz.

## Filmografie
als Produktionsleiter, wenn nicht anders angegeben:
- 1928: Das letzte Lied (Kurzfilm, nur Regie, Drehbuch)
- 1928: Dein ist mein Herz (Kurzfilm, nur Regie, Drehbuchmitarbeit)
- 1928: Paganini in Venedig (Kurzfilm, nur Regie)
- 1929: Le Requin
- 1930: Unter den Dächern von Paris (Sous les Toits de Paris)
- 1931: Die Million (Le Million)
- 1931: Es lebe die Freiheit (A nous la Liberté)
- 1932: Hallo Hallo! Hier spricht Berlin! (Allo Berlin? Ici Paris!)
- 1932: La Femme nue
- 1933: Der Läufer von Marathon
- 1933: Mädels von heute
- 1934: Eine Siebzehnjährige (auch Herstellungsleitung)
- 1934: Was bin ich ohne Dich
- 1934: Pappi
- 1934: Ein Kind, ein Hund, ein Vagabund
- 1934: Mein Leben für Maria Isabell
- 1935: Künstlerliebe
- 1936: Martha (nur Künstlerische Oberleitung)
- 1936: Weiße Sklaven
- 1947: Chemie und Liebe (nur Drehbuchmitarbeit)
- 1948: Das Mädchen Christine (nur Drehbuch)
- 1948: Träum’ nicht, Annette! (nur Drehbuchmitarbeit)
- 1948: Anonyme Briefe
- 1949: Nächte am Nil
- 1950: Wenn Männer schwindeln
- 1950: Hochzeit im Heu
- 1951: Eva im Frack
- 1952: Wir tanzen auf dem Regenbogen
- 1954: Viktoria und ihr Husar
- 1954: Marianne
- 1955: Stern von Rio